# Robot Arena 2: Design and Destroy
Robot Arena 2: Design and Destroy es un videojuego de combates con robots desarrollado por Gabriel Entertainment y publicado por Infogrames. Es la secuela de Robot Arena. En comparación con su predecesor incluye muchas características nuevas, tales como el motor de físicas Havok y entornos en 3-D.
El jugador tiene la capacidad de diseñar completamente su propio robot, incluido el diseño del chasis, la colocación de armas, la mecánica y la pintura. Las armas son casi completamente personalizables, incluidas las armas que se montan en varios extras, como postes, discos y extensores para armas.
Aunque no es bien recibido desde un punto de vista de marketing, este juego cuenta con una base de fanes y una comunidad que sigue activa hoy en día.

## Gameplay
Robot Arena 2: Design and Destroy es un juego de Acción. El jugador controla a un robot mediante control remoto que lucha contra otro robot con el fin de ganar. Las maneras de ganar una batalla incluyen la destrucción del tablero de control del oponente, inmovilizar al oponente (como voltearlo), obtener la mayor cantidad de puntos al terminar o en algunos casos eliminando al oponente empujandolos hacia un pozo. 
Hay diferentes tipos de Arenas disponibles para jugar, siendo ellos un mapa estándar, arenas de caída y arenas de "Rey de la Colina".
También existen diferentes tipos de juegos están disponibles para un jugador, donde el jugador puede luchar contra 1 oponente, contra 3 oponentes en un Todos contra Todos, o una lucha por equipos de 2.
El modo principal de juego es el Modo Liga en el que el jugador compite contra otros quince equipos en nueve eventos. El ganador es el equipo con más puntos al final de la temporada.
El modo multijugador también está disponible, donde hasta cuatro jugadores pueden enfrentar sus diseños personalizados contra sus oponentes. El juego en línea también fue compatible con GameSpy, pero los servidores GameSpy ya no funcionan debido a la falta de uso.
También existe un modo exhibición, donde se puede poner cualquiera de los bots diseñados contra cualquier robot rival del juego en una partida. con ajustes como el tiempo límite, tipo de partida, arena y si están disponibles, trampas y peligros.

## Recepción
El juego recibió revisiones muy positivas de críticos y seguidores igualmente, y es ampliamente considerado el mejor videojuego de combates con robots jamás hecho, incluso mejor que los juegos licenciados de Robot Wars. Las gráficas eran decentes para su tiempo, mientras la física era mucho más realista que las vistas en Robot Wars. En 2017, el juego retiene un culto que sigue en línea, más notablemente en GameTechMods, el cual es anfitrión de muchos torneos.
GameSpy le dio 77 de 100 escritos: "Una agradable sorpresa. Ya sea que te enfrentes cara a cara contra formidables bots de IA o oponentes humanos, tiene mucho que ofrecer tanto a los recién llegados como a los aficionados a los bots".

## Secuela
Una secuela, Robot Arena III, fue publicada el 26 de mayo de 2016 en Steam.